# Ameromyia pleuralis
Ameromyia pleuralis är en insektsart som beskrevs av Navás 1926. Ameromyia pleuralis ingår i släktet Ameromyia och familjen myrlejonsländor. Inga underarter finns listade i Catalogue of Life.